# Új Forrás (folyóirat)
A Forrás antológiát a Komárom Megyei Tanács alapította 1969 tavaszán, a tanácsköztársaság kikiáltásának ötvenedik évfordulóján. A Forrás (1971-től Új Forrás) alapító főszerkesztője Payer István (1929–1984) volt. Halála után Monostori Imre vette át a folyóirat irányítását. A kezdetben bizonytalan jövőjű antológia tíz év alatt megerősödött, s 1979-től évente hatszor megjelenő, immáron „valódi” folyóirattá vált.
A „rendszerváltozás” évétől kezdve az Új Forrás a megyei könyvtár keretei között, annak egyik különleges szolgáltatásaként működött tovább, igen szerény anyagi körülmények között. Mindezek ellenére a lap továbbra is változatos, naprakész tartalommal, a helyi kontextusokra is tekintettel lévő, a kortárs irodalmi életen túl, a társművészetek, illetve a szélesebb társadalmi tematikák számára is jelentős fórumul szolgált.
2010 óta a folyóirat főszerkesztője Jász Attila. Az Új Forrás évente tíz alkalommal, megújult formában, s a tervek szerint szélesedő online nyilvánossággal jelentkezik.